# Ionographie corpusculaire
L'ionographie corpusculaire est une méthode expérimentale de recherche sur la nature des particules élémentaires, utilisée jusque dans les années 1980 notamment pour étudier la radioactivité, le rayonnement cosmique et le rayonnement solaire.

## Méthode
L'ionographie corpusculaire utilise un procédé photographique pour obtenir des traces de l'ionisation causée par les collisions entre particules. L'analyse des traces permet de faire des inférences sur la nature des particules qui en sont à l'origine.